# Tyr (Csillagok háborúja)
Tyr a Csillagok háborúja elképzelt univerzumának egyik szereplője.

## Leírása
Tyr a weequay fajhoz tartozó férfi Jedi mester. Bőrszíne szürke és hajszíne fekete. Padawánja Pix, egy nőnemű ember. A Klón Háborúk alatt a Galaktikus Köztársaság hadseregében vezető jedi szerepet kapott.

## Élete
Ezt az Erő-érzékeny weequayt a coruscanti Jedi Templomban nevelték és készítették fel, emiatt azon kevés weequay közé tartozik, akik nem imádják Quayt, népének a holdistenét. Hosszú, fekete haját csak egy fonatban hordja. Az ifjoncok közül Pixet, egy nőnemű embert választott padawánul.
Amikor kitört a háború a Galaktikus Köztársaság és a Független Rendszerek Konföderációja között, Tyr a Köztársaság hadseregén belül megkapta a vezető jedi címet. Fénykardját a győzelem érdekében forgatta.
Őt és padawanját a thustrai frontra küldték ki, hogy segítsenek Tyffix Jedi mesternek és az ő padawánjának Calnak megakadályozni a sephik csatlakozását a Független Rendszerek Konföderációjához. Y. e. 21-ben egy öngyilkos merénylő felrobbantotta magát a klónok táborában, megölve a két Jedi mestert, de azelőtt Tyrnek sikerült kilöknie a két padawánt az Erő segítségével a sátrából.
Tyr remek stratéga és fénykard forgató volt.

## Megjelenése a képregényben
Tyr nem annyira ismert Jedi mester, ő csak a „Jedi: Yoda” című képregényben szerepel.

## Fordítás
- Ez a szócikk részben vagy egészben a Tyr című Wookieepedia-szócikk ezen változatán alapul. Az eredeti cikk szerkesztőit annak laptörténete sorolja fel.